# Marquesado de Valdehoyos
El marquesado de Valdehoyos es un título nobiliario español otorgado el 28 de abril de 1750 por el rey Fernando VI de España a favor de Fernando de Hoyos y Hoyos, alcalde de Cartagena de Indias, Nuevo Reino de Granada.

## Marqueses de Valdehoyos
|                          | Titular                                         | Periodo                  |
| Creación por Fernando VI | Creación por Fernando VI                        | Creación por Fernando VI |
| ------------------------ | ----------------------------------------------- | ------------------------ |
| I                        | Fernando de Hoyos y Hoyos                       | 1750-                    |
| II                       | Gregorio de Hoyos y Fernández de Miranda        | 1806-1814                |
| III                      | María de los Dolores Hoyos                      | 1814-                    |
| IV                       | Martín Ramírez de Hoyos                         | 1830-                    |
|                          | Alfonso Gabriel Ramírez de Cartagena            | 1983-                    |
|                          | Francisco de Sales Ramírez de Cartagena y Bisbe | 2004 - Actual titular    |

## Historia de los Marqueses de Valdehoyos
- Fernando de Hoyos y Hoyos, (n. Oviedo) I Marqués de Valdehoyos. Obtuvo el título el  28 de abril de 1750 con vizcondado previo de Naveron, fue Caballero de la Orden de Calatrava.[3] Casó con María Francisca de Miranda y Gómez, hija del Marqués de Premio Real.[4]
- Gregorio de Hoyos y Fernández de Miranda, (n. Cartagena de Indias) II Marqués de Valdehoyos. Creció en La Habana, se radicó en Cartagena de Indias tras la muerte de su padre. Fue nombrado Alcalde de Valledupar en 1806 debido a su amistad con el virrey Antonio José Amar y Borbón. En 1813 fue designado como Gobernador de La Paz por José Fernando de Abascal. Murió linchado el 28 de agosto de 1814 tras un motín de sus súbditos durante las revoluciones independentistas.[3][4]
- María de los Dolores Hoyos, III Marquesa de Valdehoyos. Heredera del segundo marqués. Casada con Pedro Ramírez de Virues.
- Martín Ramírez de Hoyos, IV Marqués de Valdehoyos. Residente en España, reclamó sin éxito a la República de la Nueva Granada los bienes del mayorazgo que habían sido incautados a su familia.[3][4]

## Casa del Marqués de Valdehoyos

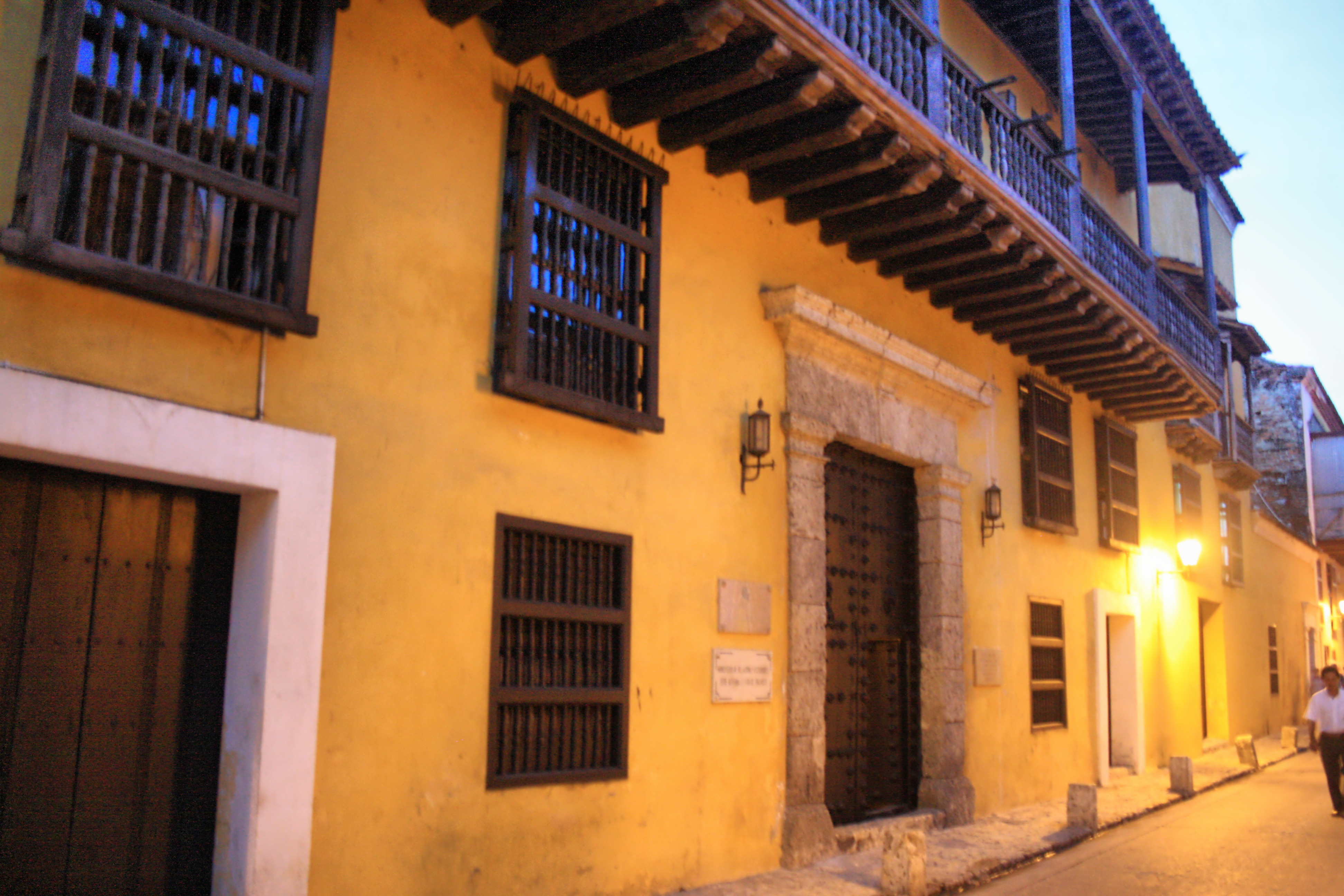
Casa del Marqués de Valdehoyos

La casa fue construida en 1765 en el epicentro comercial de Cartagena. Josefa Tomasa instaló su residencia en esta casa, dirigiendo todas las actividades comerciales y de hacienda de su familia. En 1825 pasó a ser propiedad del General Mariano Montilla, como pago por su cooperación en la guerra de independencia. En 1830 la casa fue el lugar de hospedaje de Simón Bolívar en su paso por Cartagena, camino a Santa Marta. Para el año de 1935 la casa es adquirida por Pedro Maciá Doménech como apoderado del marqués de Valdehoyos.
La Casa del Marqués de Valdehoyos es actualmente propiedad de la Cancillería de Colombia, siendo el lugar donde se hospedan los visitantes ilustres en Cartagena de Indias. Funciona también como sede alterna de la Cancillería.